# Xiomara Griffith
Xiomara Yolanda Griffith Mahon (* 13. September 1969) ist eine ehemalige venezolanische Judoka. Sie war zweimal Olympiasiebte und gewann eine Silbermedaille sowie zwei Bronzemedaillen bei Panamerikanischen Spielen.

## Sportliche Karriere
Die 1,70 m große Xiomara Griffith kämpfte bis 1996 im Halbmittelgewicht, der Gewichtsklasse bis 61 Kilogramm. Ihre erste internationale Medaille gewann sie bei den Panamerikanischen Meisterschaften 1990, als sie die Silbermedaille hinter der Kubanerin Ileana Beltrán erhielt. 1991 unterlag Griffith der Kubanerin bereits im Achtelfinale der Weltmeisterschaften in Barcelona. Bei den Panamerikanischen Spielen 1991 gewann Griffith eine Bronzemedaille hinter Beltrán und Lynn Roethke aus den Vereinigten Staaten.
Im Finale der Panamerikanischen Meisterschaften 1992 standen sich wieder Beltrán und Griffith gegenüber und Beltrán gewann. Bei den Olympischen Spielen 1992 in Barcelona unterlag Griffith im Viertelfinale der Französin Catherine Fleury-Vachon. In der Hoffnungsrunde bezwang Griffith Beltrán durch Schiedsrichterentscheid (Yusei-gachi) und belegte letztlich den siebten Platz.
1995 gewann Xiomara Griffith bei den Panamerikanischen Spielen in Mar del Plata eine Bronzemedaille hinter Ileana Beltrán und der Kanadierin Michelle Buckingham. Bei den Weltmeisterschaften in Chiba schied Griffith in der Hoffnungsrunde gegen die Belgierin Gella Vandecaveye aus. Im Jahr darauf erreichte Griffith bei den Olympischen Spielen 1996 in Atlanta das Viertelfinale und unterlag dort Gella Vandecaveye. In der Hoffnungsrunde gewann Griffith ihren ersten Kampf und unterlag dann der Türkin İlknur Kobaş. Damit belegte sie den siebten Platz wie vier Jahre zuvor. Bei den Panamerikanischen Meisterschaften im gleichen Jahr gewann Griffith eine Bronzemedaille.
1997 wechselte Griffith ins Mittelgewicht. Bei den Panamerikanischen Spielen 1999 in Winnipeg erreichte Griffith das Finale und unterlag dann der Kubanerin Sibelis Veranes. Nach einer frühen Niederlage bei den Weltmeisterschaften in Birmingham gewann sie den Titel bei den Panamerikanischen Meisterschaften 1999. 2000 siegte Griffith bei den Südamerikameisterschaften. Bei den Olympischen Spielen in Sydney schied sie in ihrem Auftaktkampf gegen Ylenia Scapin aus Italien aus.